# Schloss Schönwörth

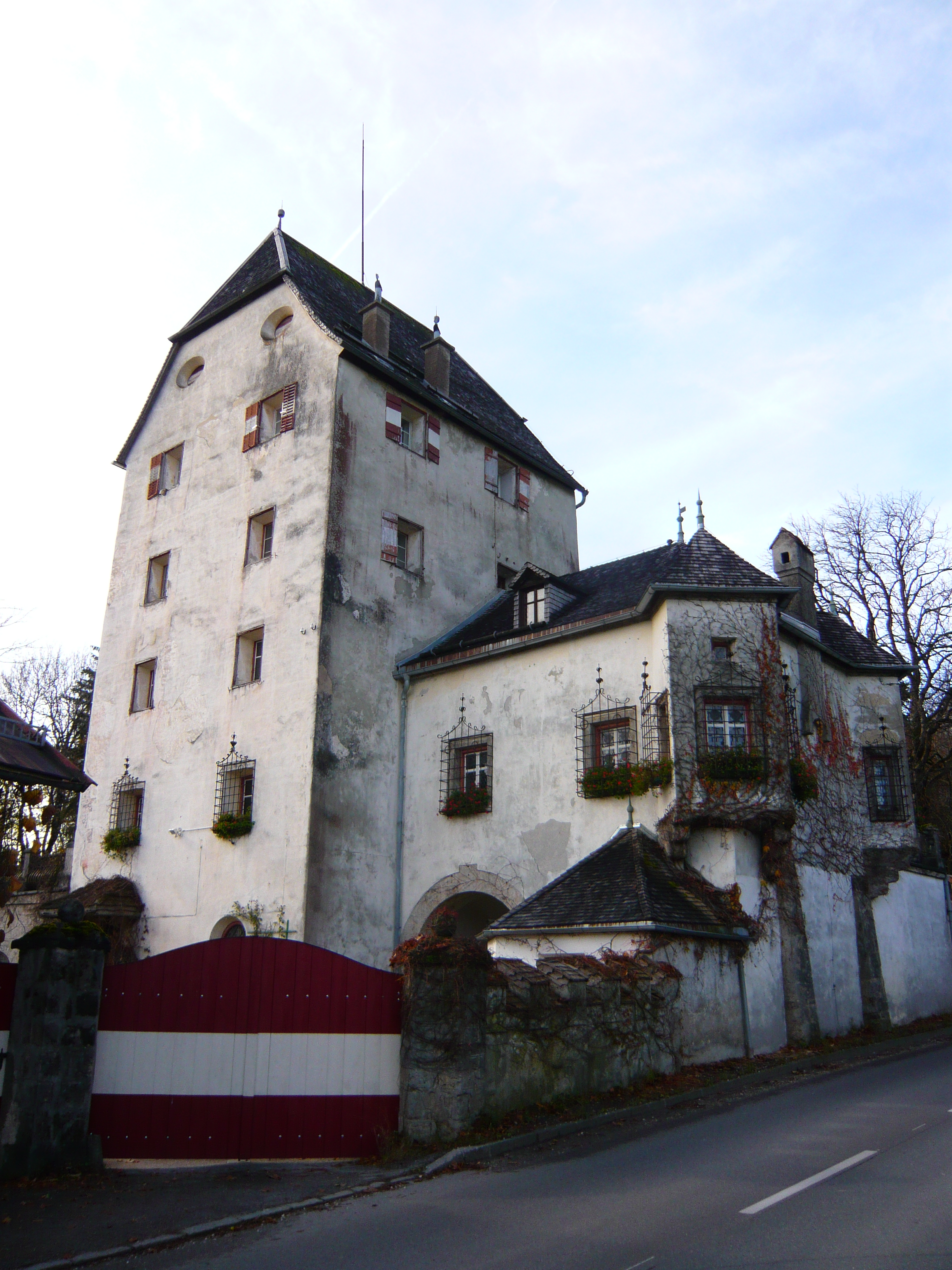
Schloss Schönwörth

Das Schloss Schönwörth (der jetzige Name Schönwörth stammt aus dem 19. Jahrhundert) liegt im Ortsteil Niederbreitenbach der Gemeinde Langkampfen im Bezirk Kufstein von Tirol in Österreich.

## Geschichte
Bei der Landesteilung unter den Bayrischen Herzogen am 28. März 1255 ist Langkampfen an das Herzogtum Oberbayern unter Herzog Ludwig II. gefallen. Langkampfen war eine der drei Schrannen oder Ämter des bayerischen Gerichtsbezirkes Kufstein. Kufstein ist erst nach dem Landshuter Erbfolgekrieg 1505 an Österreich gekommen. Auch die Bischöfe von Regensburg waren in Langkampfen begütert. Sie haben diesen Besitz mit der Burg Schindlberg vermutlich an Konrad und Friedrich von Freuntsperch verpfändet. Nach einem Vergleich vom 7. Februar 1266 haben die Gebrüder Freundsberg Eigenleute, Vogtei, Hof und Zehnt zu Langkampfen an Bischof Leo von Regensburg zurückgegeben.
Erstmals urkundlich erwähnt wird der Turm 1448, damals verkaufte der bayerische Herzog Heinrich dem Hans Ebbser, Pfleger zu Kufstein, den Turm zu Niederbreitenbach. Der Turm wurde vermutlich bereits um 1360 von den Herren von Freundsberg erbaut, die damals auch Mariastein errichteten. Die Herren von Ebbs verkauften den Turm bereits 1450 an Marquard Breisacher. Danach wechselten die Besitzer häufig. Erst die Familie Praun besaß Niederbreitenbach für längere Zeit (1528–1564), dann verkaufte Georg Praun den Turm an Georg Ilsung. 1587 wurde Karl Freiherr von Schurff Besitzer in Niederbreitenbach. Zwei Jahre später konnte er das bisherige Lehen als freies Eigen erwerben. Der Name Schönwörth geht auf einen Ansitz der Familie Schurff in Volders zurück, der 1747 durch Blitzschlag völlig zerstört wurde, der Titel der „Freiherren von Schönwörth“ blieb den Schurffs bis zu ihrem Aussterben (1688) erhalten. Auf dem Erbweg gelangte der Turm an Hans Friedrich von Stachlburg, der die Tochter des letzten Schurffs geheiratet hatte. 1747 erbte Simon Felix Freiherr von Crosina den Besitz (ebenso wie Mariastein), verkaufte ihn aber 1773 an Martin Anton von Cloz. 1834 wurden sämtliche in Nordtirol gelegene Güter der Südtiroler Familie Cloz verkauft und Niederbreitenbach gelangte am 14. Oktober 1834 in bäuerlichen Besitz.
1858 kaufte der Zementfabrikant Alois Kraft aus Kufstein den Turm. Von diesem erwarb ihn 1879 der Arzt Georg Widmann. 1886 ging es an den Russen Alexander Wladimirowitsch Fürst Baratinsky aus St. Petersburg. 1895 erstand der Reichstagsabgeordnete Andreas Baron Dipauli von Treuheim den Besitz. 1906 wurde das Anwesen an den bayrischen Grafen Max zu Löwenstein-Scharfeneck verkauft. Im selben Jahr wurde hier dessen Sohn, der Politiker und Schriftsteller Hubertus Prinz zu Löwenstein geboren. An diese Familie erinnern die steinernen Löwen am Eingang und einige Wappen an den Fenstern. Der nächste Besitzer war Graf Strachwitz. 1925 kaufte Generalkonsul Eduard Schüssel das Schlösschen. Auf diesen folgte Mathilde Gräfin Quadt Isny († 19. Mai 1967). Die jetzige Besitzerin ist Margit Cornides, die Tochter der Gräfin Quadt Isny.

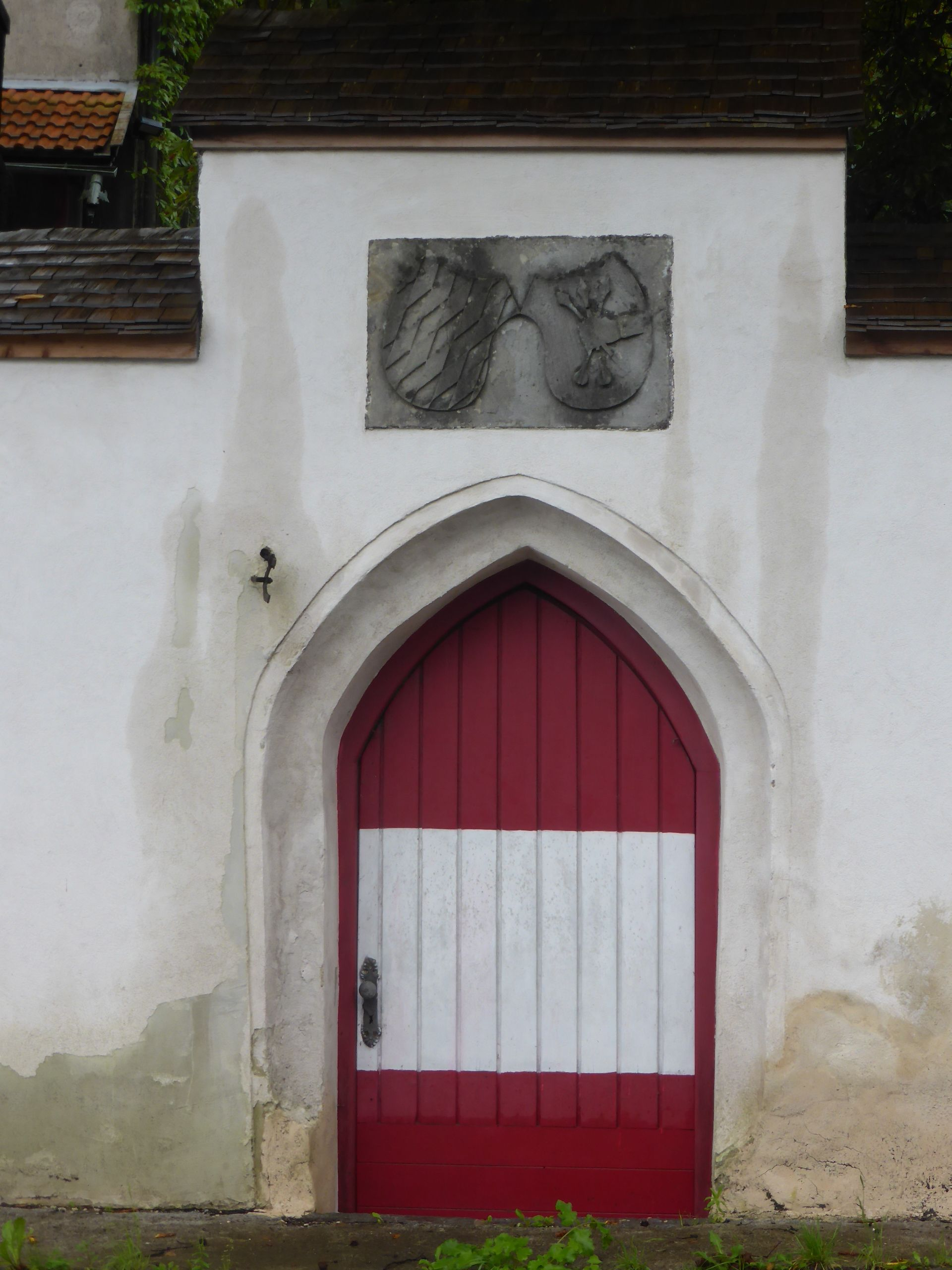
Tür

## Schloss Schönwörth heute
Der Turm ist aus Bachsteinen gebaut. Die Mauern sind bis zu 1,2 m dick. Der spätmittelalterliche Wohnturm aus dem 12. oder 14. Jahrhundert ist fünfgeschoßig mit einem Krüppelwalmdach.
Das Schloss erfuhr durch Alexander Wladimirowitsch Fürst Baratinsky verschiedene bauliche Veränderungen. Ein Turm und eine Veranda wurden angebaut, Wagenschupfen, Pferdeställe und Wohnungen für die Dienerschaft errichtet. In dem großen viereckigen Turm wurden kleine Gästezimmer erstellt. An der Dorfseite wurde das Wappen des neuen Besitzers angebracht. Ein neuer Aufgang und eine gedeckte Stiege wurden in Form eines runden Turmes angebaut. Auch das Schlossinnere wurde prächtig ausgestaltet. Fürst Baratinsky kaufte auch ein kleines Bauerngut neben dem Schloss an und ließ einen Park anlegen; auf ihn geht die Benennung Schloss Schönwörth zurück.